# El Santito
El Santito, även Barrio el Santito Yebuciví, är en ort i Mexiko, tillhörande kommunen Almoloya de Juárez i den västra delen av delstaten Mexiko, i den centrala delen av landet. Orten hade 469 invånare vid folkräkningen 2010.